# Sint-Martinuskerk (Beek, Belgisch Limburg)
De Sint-Martinuskerk is de parochiekerk van Beek in de Belgische provincie Limburg in de gemeente Bree. Er is na lange onderhandelingen beslist dat de Sint-Martinuskerk in de toekomst zal gaan dienen als kerkmuseum.

## Geschiedenis
De parochie van Beek is vermoedelijk ontstaan als afsplitsing van de parochie van Kessenich, omstreeks het jaar 1000 of eerder. Het patronaatsrecht van de kerk heeft sedert 1007 toebehoord aan het Stift van Thorn, ten gevolge van een schenking van bisschop Notger.

## Gebouw
De kerktoren en enkele muurgedeelten dateren uit deze tijd en worden gezien als zeldzame overblijfselen in de Ottoonse stijl, die nog vóór de romaanse architectuur in zwang was. De toren is opgetrokken uit veldkeien en kleurrijke bekapte natuursteen. Ze werd vermoedelijk als gesloten versterkte toren gebruikt en werd later van een ingang voorzien, waarboven in reliëf de Heilige Martinus werd aangebracht. Iets boven de begane grond zijn in de toren een drietal primitieve maskerkoppen aangebracht, die wellicht uit de Romeinse tijd dateren.
De, uit twee geledingen bestaande, toren werd waarschijnlijk in drie fasen gebouwd. De onderste geleding werd gebouwd in ruwe, zware steen met onregelmatig verband. Deze dateert uit eind 10e-, begin 11e eeuw. De bovenste geleding werd in lichtere steen gebouwd in regelmatiger verband; naar boven toe werd het verband regelmatiger, zodat deze -uit de 12e eeuw stammende- geleding in twee fasen gebouwd zal zijn.
Het schip van de kerk werd in de 15e eeuw gesloopt, waarna in Limburgse mergel een gotisch driebeukig schip werd gebouwd.
In 1933 werd de kerk verbouwd.

## Interieur
De kerk bevat een aantal bijzondere beelden, zoals:
- Een gepolychromeerde sedes sapientiae uit de 13e eeuw, in laatromaanse stijl.
- Een gepolychromeerde Sint-Anna ten Drieën uit de 15e eeuw.
- Een calvarieberg uit de 15e eeuw, toegeschreven aan de Meester van Elsloo.
- Laatgotische beelden van de Heilige Lucia en de Heilige Catharina.
- Een Sint-Martinusgroep uit omstreeks 1600.
- Enkele monochrome beelden uit de 17e en 18e eeuw, van de Heilige Rochus en de Heilige Hubertus.
- De biechtstoelen in rococostijl werden vervaardigd van 1750-1775.
- De kruiswegstaties, in terracotta, zijn modern.

## Orgel
Het orgel is afkomstig is uit de Sint-Michielskerk te Bree. Dit orgel werd in 1739 gebouwd door Laurent Gilman, waarbij het pijpwerk uit het oude, in 1593 door Nicolaas Niehoff vervaardigde, orgel werd gebruikt. Toen in 1782 in Bree een nieuw orgel werd geïnstalleerd, werd het Gilman-orgel verkocht aan de kerk te Beek.
Bij de verbouwing in 1933 werd het orgel verplaatst, waarbij veel beschadigingen optraden en een groot deel van het pijpwerk verloren ging. Sedert 1988 vond restauratie plaats, waarbij het ontbrekende pijpwerk op historisch verantwoorde wijze werd vervangen, en in 2007 was het orgel weer voltooid.

## Galerij

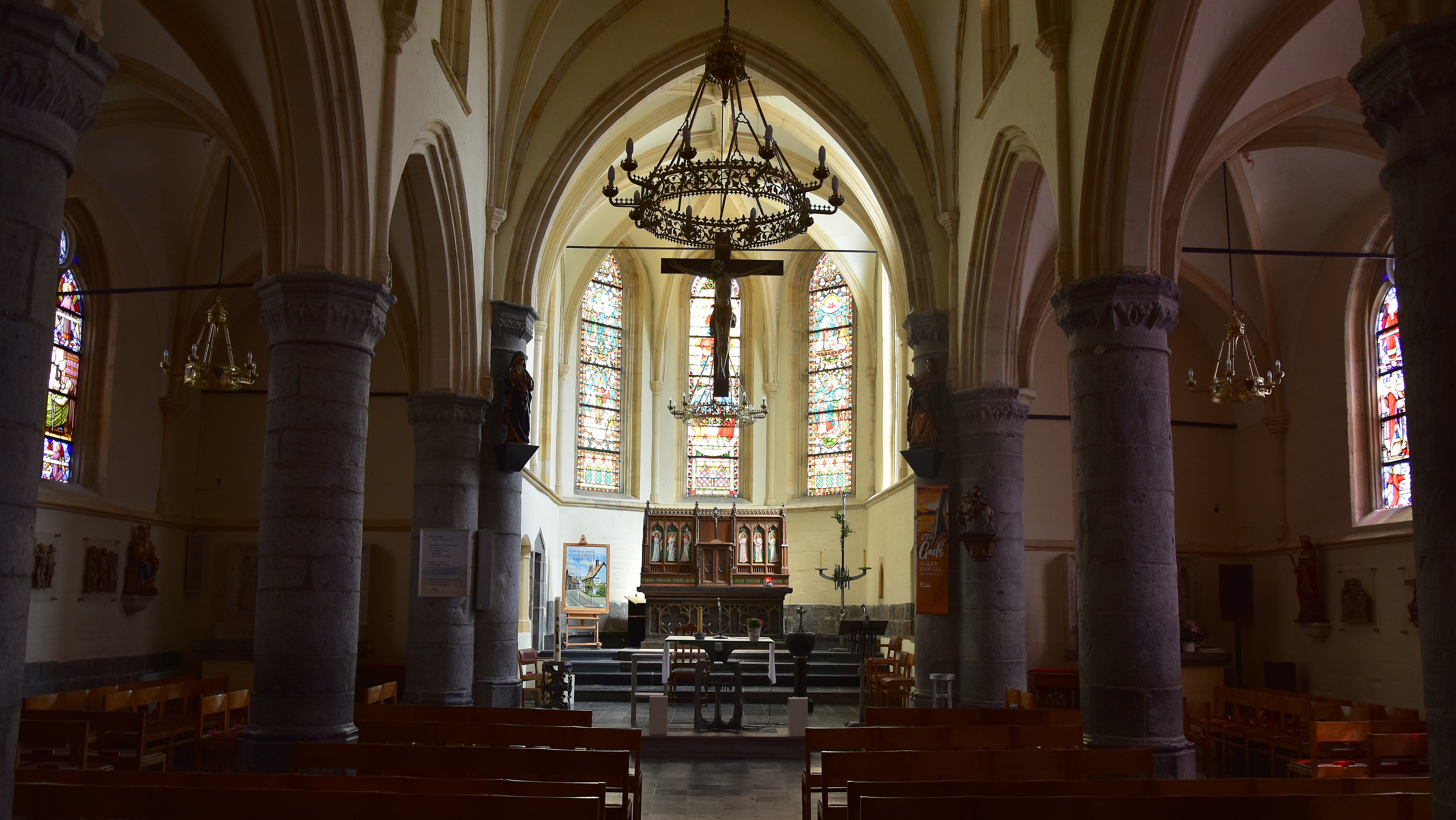
Het kerkschip
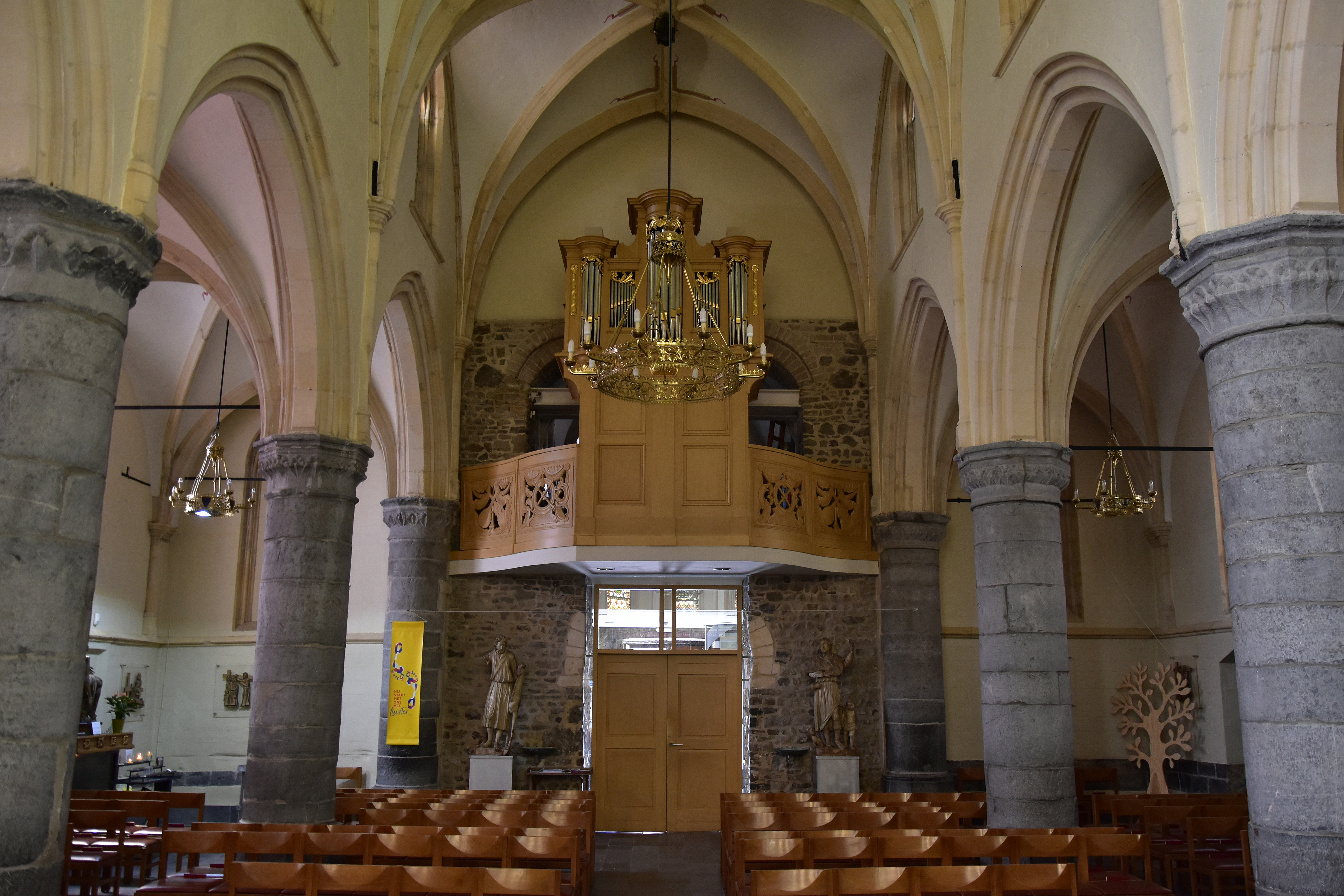
Het kerkorgel
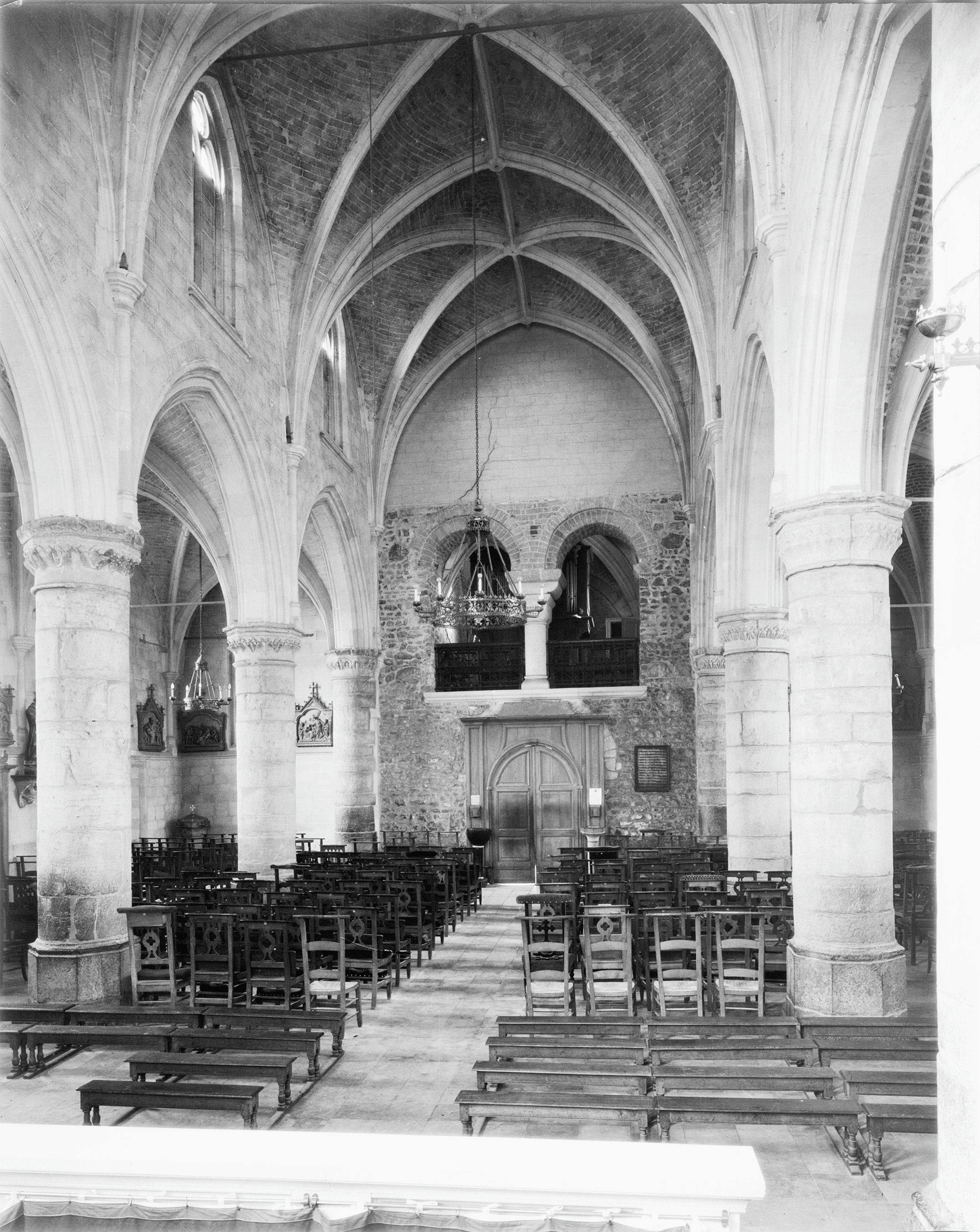
De achterzijde in 1954
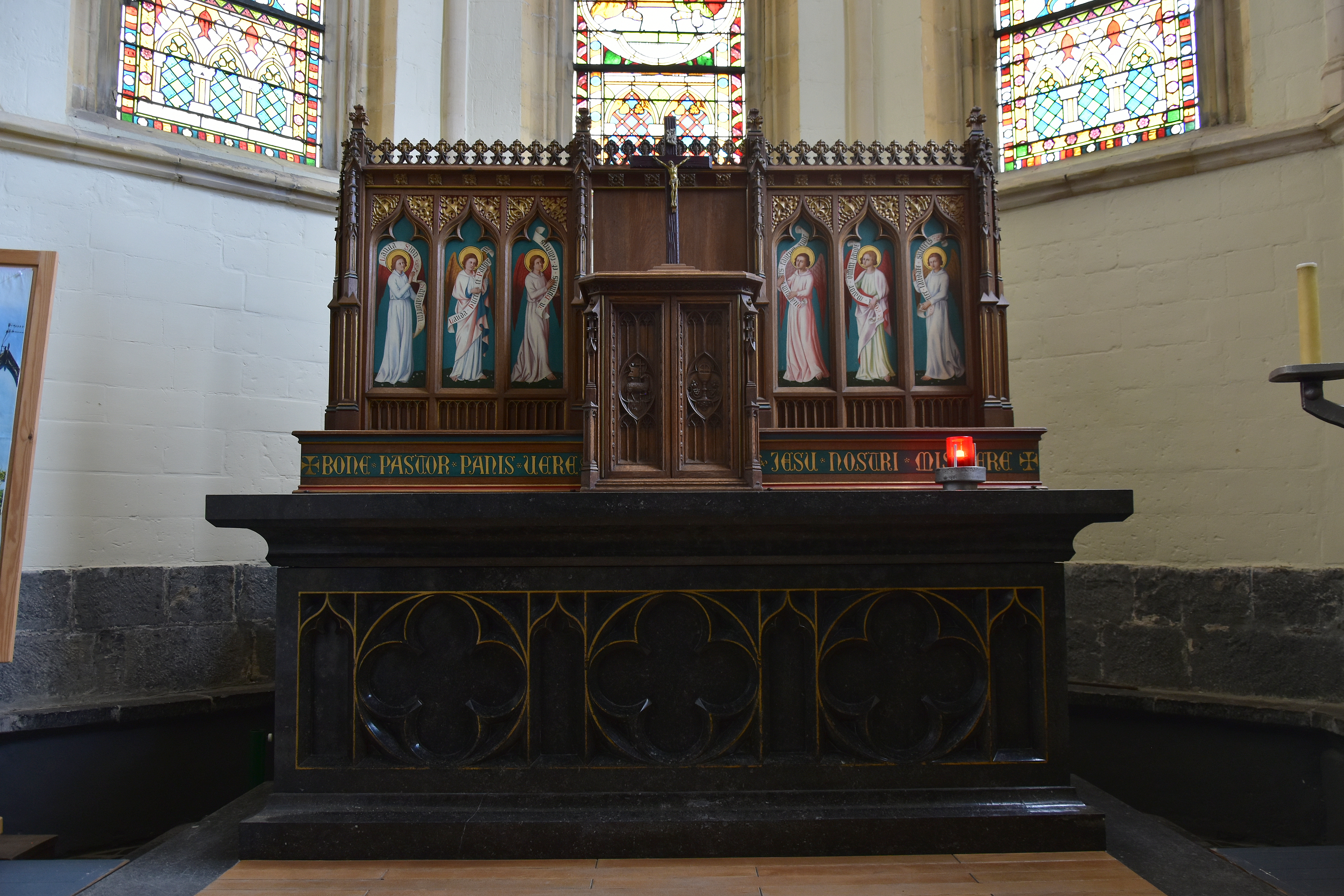
Het hoofdaltaar
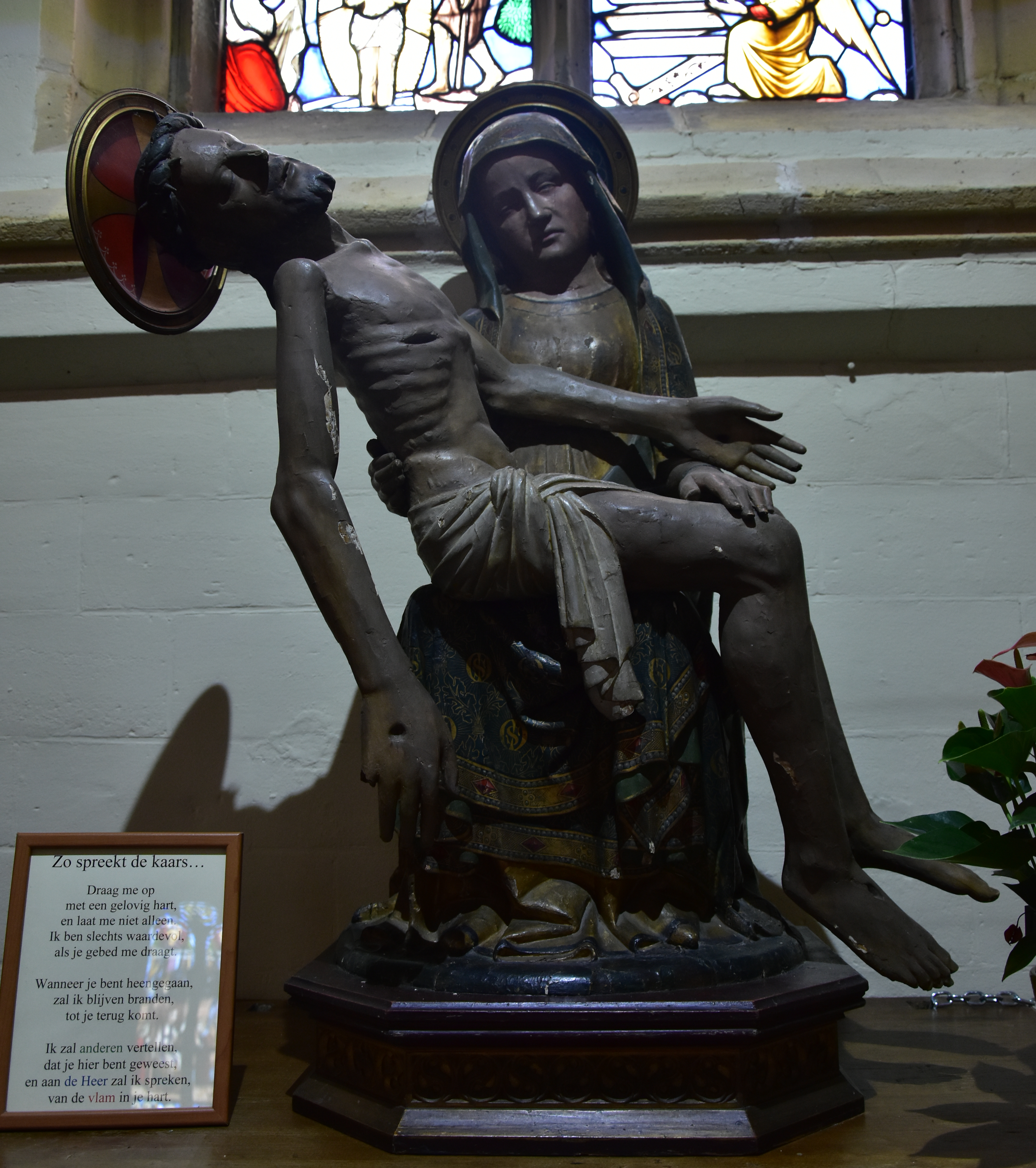
Piëta uit 1380, uit de Sint-Michielskerk (Bree)
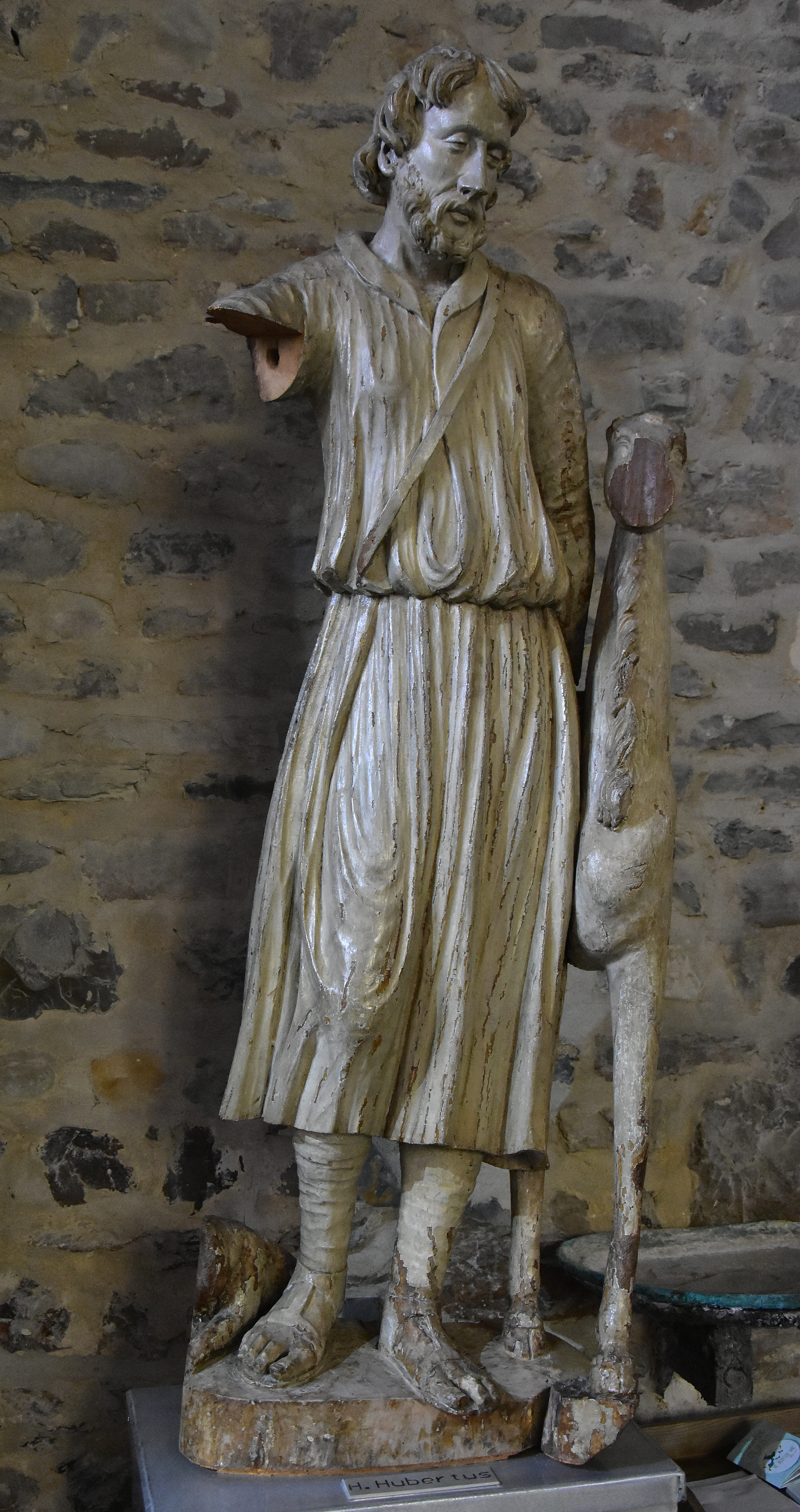
Sint-Hubertus
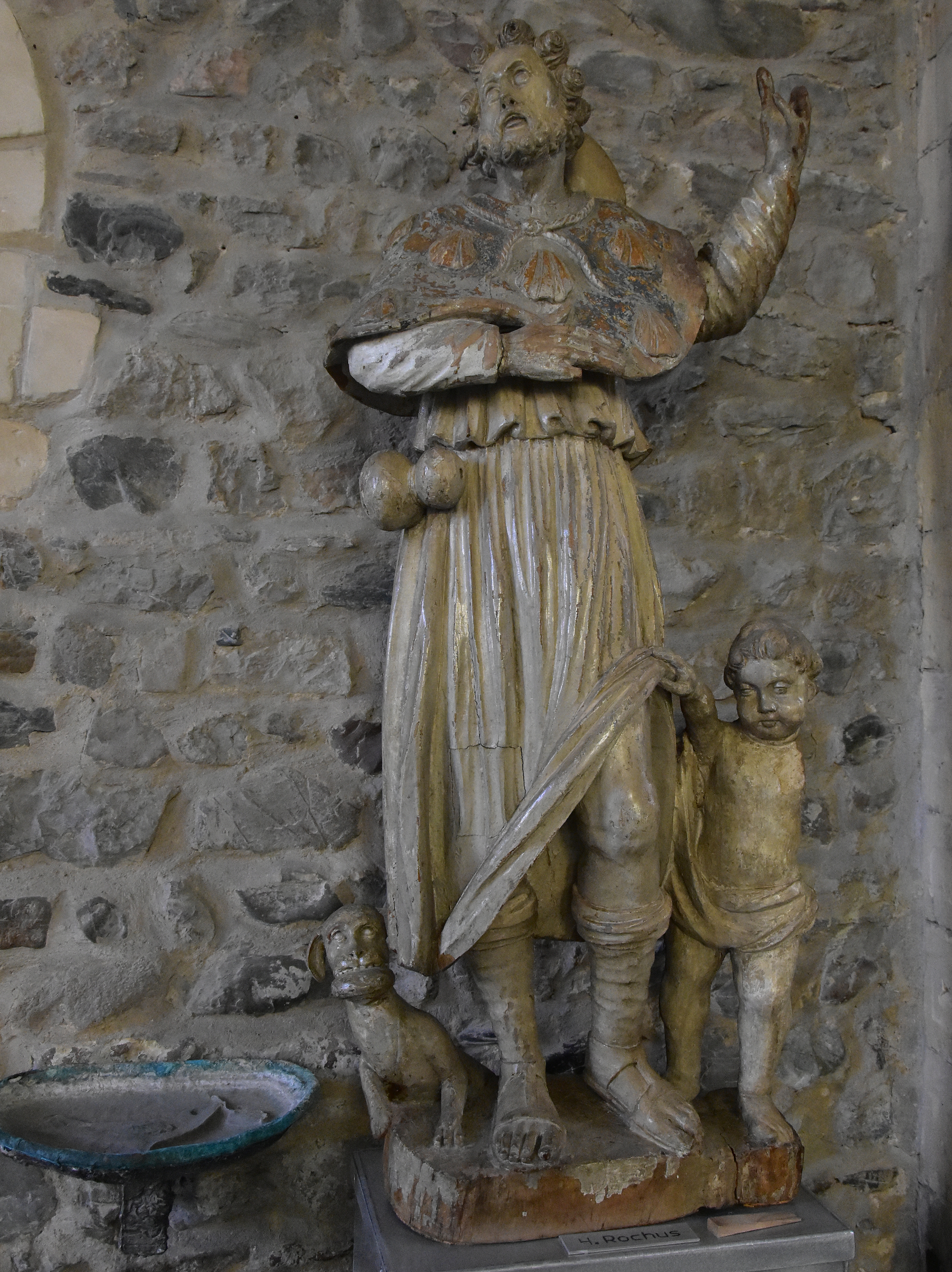
Sint-Rochus